# Sofie Joan Wouters
Sofie Joan Wouters (Leuven, 12 juli 1985) is een Vlaamse actrice en theatermaakster. Ze speelde ook mee in de Eén-reeks In Vlaamse velden in de rol van Sarah Woods en vertolkt Nele, een hoofdrol uit de serie Dertigers.

## Biografie
Sofie Joan Wouters studeerde in 2013 af aan de toneelschool van Arnhem na haar opleiding Burgerlijk-Ingenieur Architect aan KuLeuven.
Zij speelt voornamelijk in het theater. 
Zij is oprichtend lid van het collectief NACHTKRAB die hoge ogen gooide met hun voorstelling 'De Botanische Tuinen van Antarctica'. In 2012 werd dit gezelschap opgericht samen met Pieter-Jan De Wyngaert en Joachim Gys. Sindsdien speelden zij in 'Handhaven', een voorstelling geregisseerd door Dimitri Leue en maakten zij ook hun tweede eigen productie 'de Primitieven' in samenwerking met de Arenbergschouwburg in Antwerpen.
In Nederland was Wouters ook vast deel van de theatergroep Moeremans&Sons, die meermaals positief onthaald werden met de voorstellingen My First Suicide, Kill Your Character, Shoot The Messenger, Crashtest Ibsen: NORA, My Own Private Disaster en Crashtest Ibsen: IK ZIE SPOKEN. In 2015 verrasten zij met TEMPOPIA, een tijdelijke utopie, op Oerol, het theaterfestival op Terschelling waar zij in 2016 FUTOPIA tot stand brachten. Moeremans&Sons is een bijzonder collectief dat naast het maken en spelen ook alle productionele taken op zichzelf neemt.
In 2015 richtte Sofie Joan Wouters samen met Hanne Struyf Hirngespinst op, een artistiek gezelschap met als thematiek 'de wereld repareren door de ogen van het kind'. In september 2017 huisden zij, in samenwerking met hetpaleis en de Vlaamse Overheid, 6 weken lang met een installatie op het Theaterplein in Antwerpen om van daar uit artistieke interventies in de stad Antwerpen te ondernemen. Het project werd O'slabo Antwerpen gedoopt. Samen met kunstenaarskoppel Elke&Bruno en 500 Antwerpse kinderen ontwierpen en schilderden zij een plein met permanente aangekleurde wegenwerkverf met de steun van de Burgerbegroting. Zij werkten aan een versie van dit project in Oostende in samenwerking met De Grote Post en de Vlaamse overheid, O'slabo O'stende. Hier zouden zij weer een viertal grootse plannen van kinderen verwezenlijken met kunstenaars en stadsdiensten in de openbare ruimte. Tegenwoordig blijven zij de wereld repareren met kinderen, families, op festivals. Ze maken theater, bouwen ateliers en creëren artistieke installaties.
Zij speelde in verschillende voorstellingen onder andere in samenwerking met Laura Van Dolron, Kopergietery, BRONKS, Zuidpool, Laika, cc Hasselt en anderen.
In 2022 werkte ze samen met Annemarie Maes aan de performance a bee is a bee is a bee voor Palais de Tokyo in Parijs.
In 2023 co-regisseerde Wouter de voorstelling De Kwetsbaren samen met Rashif El Kaoui voor fabuleus. Zij vertolkte tevens de hoofdrol O. 
Daarnaast was Sofie Joan in 2013 te zien in de Vlaamse reeks In Vlaamse velden als de Britse Sarah Woods, in regie van Jan Matthys. Datzelfde jaar speelde ze ook de gastrol Sandra Van Herrewegen in Vermist. 
In 2015 verscheen ze op het scherm als Veerle Akkermans, de stiefdochter van een van de hoofdpersonages, in de serie Vriendinnen geregisseerd door Cecilia Verheyden. In 2020 kwam de langspeelfilm Cruise Control uit waarvoor zij de rol van Gitte op zich nam. In deze film speelt ze naast de zijde van Lucas Van den Eynde, Gene Bervoets, Herbert Flack, Dirk Roofthooft, Hilde Heijnen en vele anderen.
In 2019 schreef zij een opiniestuk voor De Morgen genaamd "Beste Media, ik maak mij zorgen over u" dat dagenlang het meest gelezen artikel was door haar kritische houding ten opzichte van de verantwoordelijkheid van de media in deze tijden. Dit artikel was ook de reden waarom zij panellid werd op het Festival van de Gelijkheid. 
Ze maakt onderdeel uit van BURO CRATO, een collectief dat performances bedenkt en cureert voor verschillende internationale festivals zoals Waking Life en HORST. 
Sinds 2023 speelt ze Nele in Dertigers, een serie over een hechte vriendengroep uit de Brusselse Groene Gordel.   

## Filmografie
- Isbells, Heading for the newborn, 2012
- Isbells, Heart attacks, 2013
- In Vlaamse velden, 2014
- Emma, Short, 2014
- Vermist, 2014
- Friends of Mine, Short, 2014
- Vriendinnen, 2015
- Cruise Control, 2020
- Timeloop, Short, 2022
- Billie vs Benjamin, 2022
- Dertigers, 2023 - heden

## Stemmenwerk
- Charlie en de Magische Mini, Anna Dixon
- When Santa Fell From Earth, Mathilda en Lena Schuster